# 大敵當前Online
《大敵當前Online》是一款射擊類線上遊戲。 游戏由DragonFly開發。遊戲为免費商城制，最初於2009年在韩国开展运营，後於2012年終止營運。台灣由華義國際代理，但最终并未上市。

## 玩法

### 遊戲兵種
- 突擊兵(ASSAULT)(F1)
- 狙擊兵(SNIPER)(F2)
- 分隊支援兵(CORPSMAN)(F3)
- 重槍砲兵(FIREARMS)(F4)